# Dracaena impressivenia
Dracaena impressivenia är en sparrisväxtart som beskrevs av Yu H.Yan och H.J.Guo. Dracaena impressivenia ingår i släktet dracenor, och familjen sparrisväxter. Inga underarter finns listade i Catalogue of Life.